# Bardejov

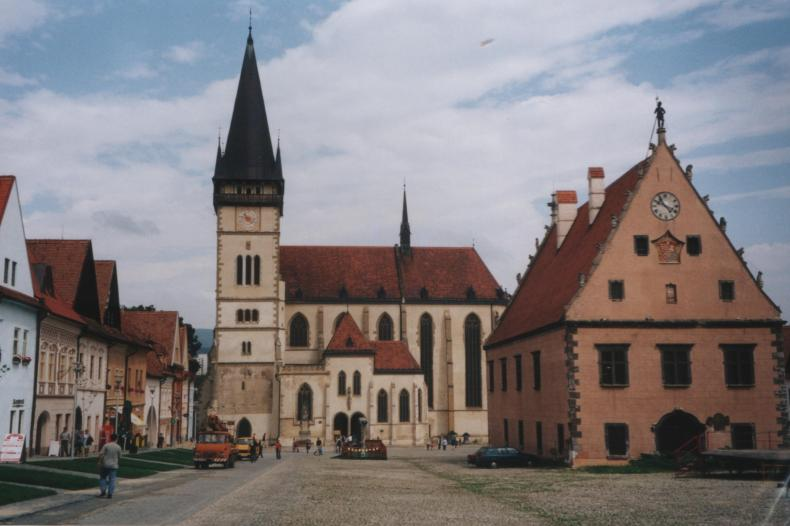
Kirche St. Ägidius (14. Jahrhundert) und Rathaus von 1511

Bardejov (deutsch Bartfeld, ungarisch Bártfa, polnisch Bardejów, lateinisch Bartpha) ist eine Stadt in der Ostslowakei. Der Stadtkern gehört zum UNESCO-Weltkulturerbe.

## Geografie

### Lage
Die in der Region Šariš (deutsch Scharosch) gelegene Stadt liegt am rechten Ufer des Flusses Topľa (Töpl) in den Niederen Beskiden und am Rand der Ondavská vrchovina nördlich etwa 38 km von Prešov und 77 km von Košice (Kaschau) entfernt. Die Grenze zu Polen befindet sich 20 km nördlich der Stadt.

### Bevölkerung
| Jahr:                | 1994.  | 2004.   | 2014.   | 2024.   |
| -------------------- | ------ | ------- | ------- | ------- |
| Anzahl der Personen: | 32.800 | 33.400  | 33.060  | 29.788  |
| Unterschied:         |        | +1,82 % | -1,01 % | -9,89 % |

| Jahr:                | 2023.  | 2024.   |
| -------------------- | ------ | ------- |
| Anzahl der Personen: | 29.964 | 29.788  |
| Unterschied:         |        | -0,58 % |

Laut der Volkszählung von 2001 waren von 33.247 Einwohnern 91,3 % Slowaken, 2,6 % Roma, 2,4 % Ruthenen, 1,4 % Ukrainer und andere. Die größte Konfession war mit 63,2 % die römisch-katholische, zum griechisch-katholischen Glauben bekannten sich 16,9 %, zum evangelischen 7,6 % und zum orthodoxen 4,3 % – konfessionslos waren 4,9 %.

### Stadtteile
Die Stadt besteht aus den folgenden Stadtteilen:
- Bardejov
- Bardejovská Nová Ves (1971 eingemeindet; deutsch Neudorf)
- Bardejovská Zábava
- Bardejovské Kúpele (deutsch Bad Bartfeld)
- Dlhá Lúka (1971 eingemeindet; deutsch Langenau)
- Miháľov (deutsch Michaelsberg)

## Geschichte
Die heutige Stadt entwickelte sich aus einer alten slawischen Siedlung, in die (wohl erst im 13. Jahrhundert) deutsche Siedler einzogen. Die Siedlung verwendete das Augsburger (Magdeburger?) Recht. Im Jahre 1241 wurde die Siedlung zum ersten Mal ausführlich erwähnt, dabei erfährt man, dass es hier ein Zisterzienserkloster und deutsche Siedler gab, und dass Bardejov bereits eine hochentwickelte Siedlung war. 1376 wurde sie zu einer königlichen Stadt und 1405 zu einer königlichen Freistadt erhoben. Ihre größte Blüte erreichte die Stadt im 15. Jahrhundert; danach folgte zwar ein wirtschaftlicher Rückgang, auf geistigem Gebiet aber folgte ein Aufschwung. Anfang des 16. Jahrhunderts wurde Bardejov Bestandteil der Pentapolitana. In den 1520er und 1530er Jahren waren die deutschen Kaufleute aus Bardejov der Hauptkanal der Verbreitung der Lehre von Martin Luther in Südkleinpolen. 1539 wurde Leonhard Stöckel Rektor des Gymnasiums. In dieser Funktion entwickelte sich der Schulleiter zu einem einflussreichen Ratgeber bei kirchlichen Versammlungen. 1540 setzte er für die Schule das erste Regelwerk auf: Die Gesetze der Bardejover Schule. Das unter dem Titel Leges scholae Bartfensis erschienene Werk ist das älteste seiner Art in der Slowakei. Stöckel wurde als Erneuerer des Schulwesens Praeceptor Hungariae genannt. Bereits im 16. Jahrhundert kamen Slowaken auch in die höchsten Ämter der Stadt, und die Stadt wurde früh slowakisiert.
In seinem Brief vom 22. November 1559 aus Erlau an Ferdinand, den Kaiser des Heiligen Römischen Reiches Deutscher Nation, berichtet Antonius Verantius (Verancsics), Bischof von Erlau, dass sich der spätere Despot der Moldau, Jacobus Heraclides, bei ihm eingefunden und ihm über seine bisherigen Vorbereitungen zur Erlangung der Herrschaft im Woiwodat der Moldau berichtet habe. Dabei habe er auch in Bartfeld Station gemacht, wo ihm Verantius und Sigismundus Torda (in Eperies) empfohlen wurden.
Im Holocaust wurden etwa 1000 jüdische Bewohner ermordet, die vor dem Krieg in Bardejov gelebt hatten und größtenteils deportiert wurden. In der Stadt selbst wurden mindestens 39 Juden ermordet, darunter 33 verbliebene jüdische Bewohner.
2017 wurde Bardejov der Ehrentitel „Reformationsstadt Europas“ durch die Gemeinschaft Evangelischer Kirchen in Europa verliehen.

## Wappen
| Wappen von Bardejov | Blasonierung: „Das Wappen ist geteilt; oben in Blau zwei gekreuzte goldene Hellebarden zwischen denen oberhalb eine goldene Krone und unterhalb eine goldene Lilie schweben; unten ist siebenmal in Rot und Silber geteilt.“ |
| Wappen von Bardejov | Wappenbegründung: Das Wappen wurde 1453 durch den böhmischen (und ungarischen) König Ladislaus (V.) verliehen. |

## Stadtbild
Die Stadt weist bis heute typische Merkmale einer Siedlungsstadt der Deutschen Ostsiedlung auf, wie z. B. die typische planmäßige Rechteckform des Marktplatzes. Sie beherbergt in ihrem vollständig erhaltenen mittelalterlichen Stadtkern zahlreiche Kulturdenkmäler. Insbesondere sind die Basilika St. Ägidius von 1247, der Gansaughof und das 1505 erbaute Rathaus zu erwähnen. Bardejov gehört zu den malerischsten Städten der Slowakei.

## Sehenswürdigkeiten
Im historischen Rathaus von Bardejov befindet sich das Šariš-Museum mit einer landesweit bedeutenden Ikonen-Ausstellung und Abteilungen zur lokalen Geschichte und zu naturkundlichen Themen. In diesem Museum wird auch der künstlerische Nachlass des in Bardejov geborenen Komponisten Adalbert Keler ausgestellt.
|  |  |  |

## Sport
Der HK Bardejov spielt seit 2016 in der 2. Liga, der dritten slowakischen Eishockeyspielklasse.

## Verkehr
Die Stadt liegt an keiner Europastraße. Vom Westen (Stará Ľubovňa) und Osten (Svidník) ist Bardejov über die Staatsstraße 77 zu erreichen, während aus Richtung Süden von Prešov aus kommt die Landesstraße 545. In der Stadt befindet sich der Endbahnhof der Lokalbahn von Prešov.
Der nächstgelegene internationale Flughafen befindet sich in Košice (86 km).

## Städtepartnerschaften
Bardejov unterhält Städtepartnerschaften mit:
- Calais, Frankreich
- Česká Lípa, Tschechien
- Gorlice, Polen
- Jasło, Polen
- Kaštela, Kroatien
- Krynica-Zdrój, Polen
- Mikulov, Tschechien
- Mogilev, Belarus
- Molde, Norwegen
- Muszyna, Polen
- Přerov, Tschechien
- Sárospatak, Ungarn
- Sremski Karlovci, Serbien
- Suzdal, Russland
- Tjatschiw, Ukraine
- Zamość, Polen
- Slovenj Gradec, Slowenien
- Montemarciano, Italien

## Persönlichkeiten
- Valentin Ecchius (1494–1556), ungarischer Humanist
- Leonhard Stöckel (1510–1560), „Praeceptor Hungariae“,[8] deutscher Dramatiker, Pädagoge und Reformator
- David Gutgesel (1540–1599), Buchdrucker
- Georg Henisch (1549–1618), ungarischer Humanist
- Johann Samuel Klein (1748–1820), Historiker und evangelischer Theologe
- Adalbert Keler (1820–1882), Komponist
- Viktor Miškovský (1838–1909), Pädagoge
- Kornel Chyzer (1836–1909), Arzt
- Michal Vilec (1902–1979), Komponist
- Jozef Grešák (1907–1987), Komponist, Pianist und Organist
- Ladislav Berka (1910–1966), Musiker
- Tibor Weisz (1914–1983), Zoologe, Entomologe, Ornithologe
- Jack Garfein (1930–2019), Filmdirektor
- Radoslav Rochallyi (* 1980), Schriftsteller, Dichter

## Nachweise
1. ↑  Hustota obyvateľstva - obce [om7014rr_obc=AREAS_SK, v_om7014rr_ukaz=Rozloha (Štvorcový meter)]. Statistical Office of the Slovak Republic, 31. März 2025, abgerufen am 31. März 2025 (slowakisch).
2. ↑  Počet obyvateľov podľa pohlavia - obce (ročne) [om7101rr_obce=AREAS_SK]. Statistical Office of the Slovak Republic, 31. März 2025, abgerufen am 31. März 2025 (slowakisch).
3. 1 2  Počet obyvateľov podľa pohlavia - obce (ročne) [om7101rr_obce=AREAS_SK]. Statistical Office of the Slovak Republic, 31. März 2025, abgerufen am 31. März 2025 (slowakisch).
4. ↑  Monumenta Hungariae Historica. 8. Band: 1559–1562. Magyar Történelmi Emlékek. Hrsg. von Verancsocs Antal, Összes Munkái. Eggenberger, Pest 1868, OCLC 257741162, Nr. XXXII, S. 104–105 (ungarisch, lateinisch).
5. ↑  In Bardejov vor dem Krieg wohnhaft und ermordet: 1057. In: Yad Vashem: Zentrale Datenbank der Namen der Holocaustopfer (Beta), abgerufen am 3. Februar 2022 (darunter 69 Mehrfachnennungen im Jahr 2017 [manuelle Auszählung]).
6. ↑  In Bardejov ermordet: 41. (abzgl. 2 Mehrfachnennungen [manuelle Auszählung]). In: Yad Vashem: Zentrale Datenbank der Namen der Holocaustopfer (Beta), zuletzt abgerufen am 25. März 2017.
7. ↑  Reformationsstadt Bardejov. Slowakei. Die lutherische Hauptstadt der Slowakei. In: reformation-cities.org/cities, abgerufen am 24. April 2017.
8. 1 2  Bardejov. (Memento vom 29. Juni 2019 im Internet Archive) In: r2017.org, abgerufen am 24. April 2017.
9. ↑  Symboly mesta Bardejov. In: bardejov.sk, abgerufen am 24. April 2017 (slowakisch; mit Wappenvariante).
10. ↑  Symboly mesta Bardejov. In: bardejov.sk, abgerufen am 24. April 2017 (slowakisch).
11. ↑  Kirche des Hl. Ägidius – Bartfeld. In: travelguide.sk, abgerufen am 24. April 2017 (deutsch).
12. ↑  Altes Rathaus Bartfeld. In:  travelguide.sk, abgerufen am 24. April 2017 (deutsch).
13. ↑  The Saris museum in Bardejov. In: muzeumbardejov.sk. The Šariš Museum in Bardejov, abgerufen am 1. August 2020 (englisch).
14. ↑  Partnerské mestá. In: bardejov.sk. Bardejov, abgerufen am 4. Mai 2022 (slowakisch).